# Metro w Shenyang
Metro w Shenyang – system metra w Shenyang, otwarty w 2010 roku. Na koniec 2019 roku 3 linie metra miały łączną długość około 89 km, dziennie zaś korzystało z nich średnio 0,98 mln pasażerów.

## Historia

### Początki
Pierwsze plany budowy metra w Shenyang pojawiły się w 1940 roku, kiedy miasto znajdowało się w marionetkowym państwie Mandżukuo, utworzonym przez Japonię. Plany 4 linii o długości 52 km zostały nawet przesłane do Osaki celem zatwierdzenia, lecz trwająca wojna chińsko-japońska zastopowała ich realizację. Po 1965 roku ponownie wrócono do planów budowy metra w mieście i w kolejnych latach rozpoczęto prace, lecz w 1982 roku po wybudowaniu 3 stacji i mniej niż 3 km tras projekt zarzucono. W połowie 2005 roku rozpoczęły się prace nad budową pierwszej linii metra w Shenyang. Uroczyste otwarcie linii metra nr 1 odbyło się pod koniec września 2010 roku. Trasa linii nr 1 biegnie ze wschodu na zachód i posiada stację na dworcu głównym, obsługującym koleje dużych prędkości. 9 stycznia 2012 roku otwarto linię nr 2, przebiegającą tunelem pod rzeką Hun oraz przez dworzec północny.

### Dalszy rozwój
25 maja 2019 roku uruchomiono linię nr 9. W trakcie budowy są nowe linie nr 3, 4 i 10 oraz wydłużenie linii nr 2 do portu lotniczego Shenyang-Taoxian o łącznej długości około 116 km.

## Linie
W lutym 2020 roku metro w Shenyang liczyło 3 linie, ponadto trwały prace nad budową kolejnych nowych linii oznaczonych numerami 3, 4 i 10.

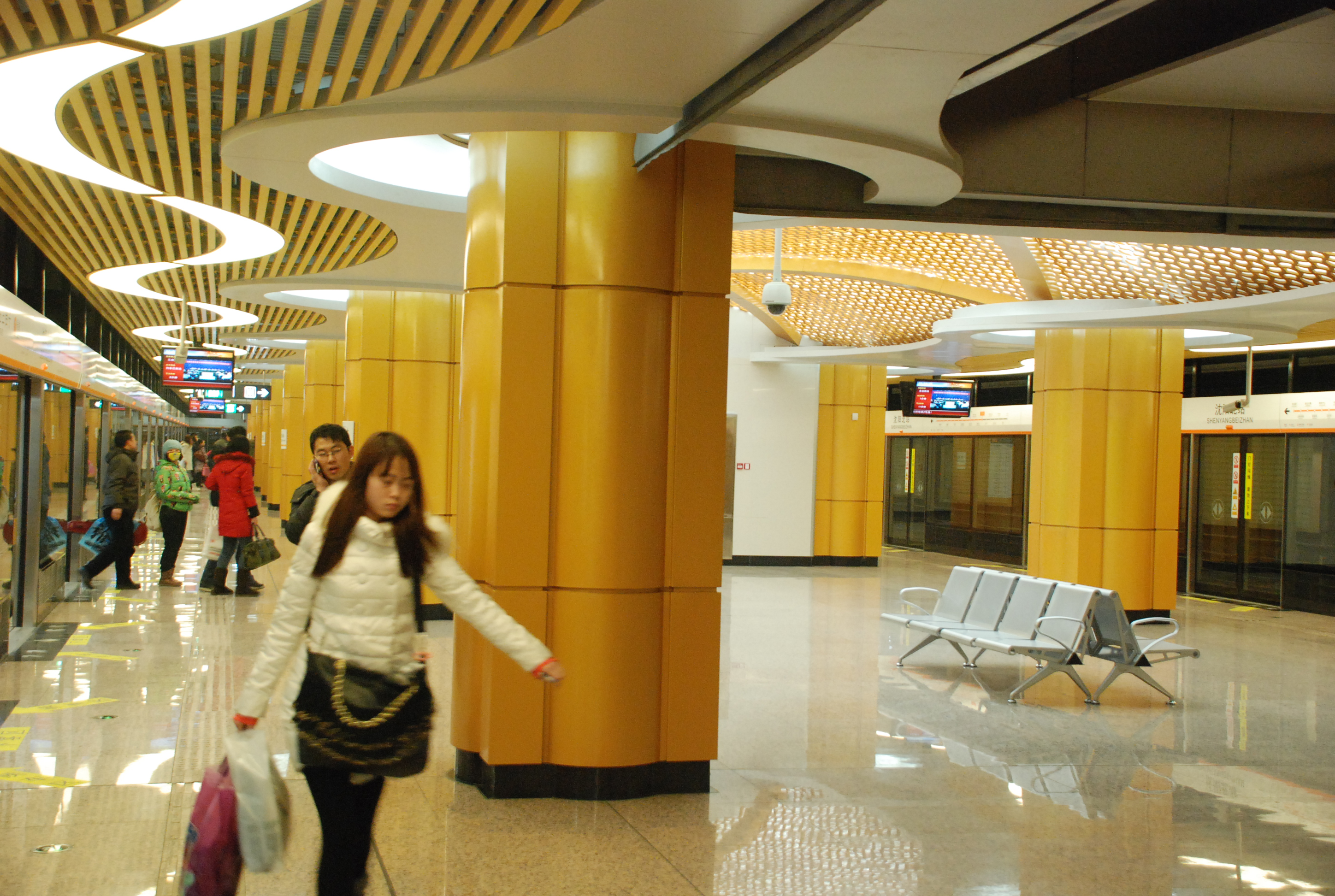
Stacja Shenyang Beizhan

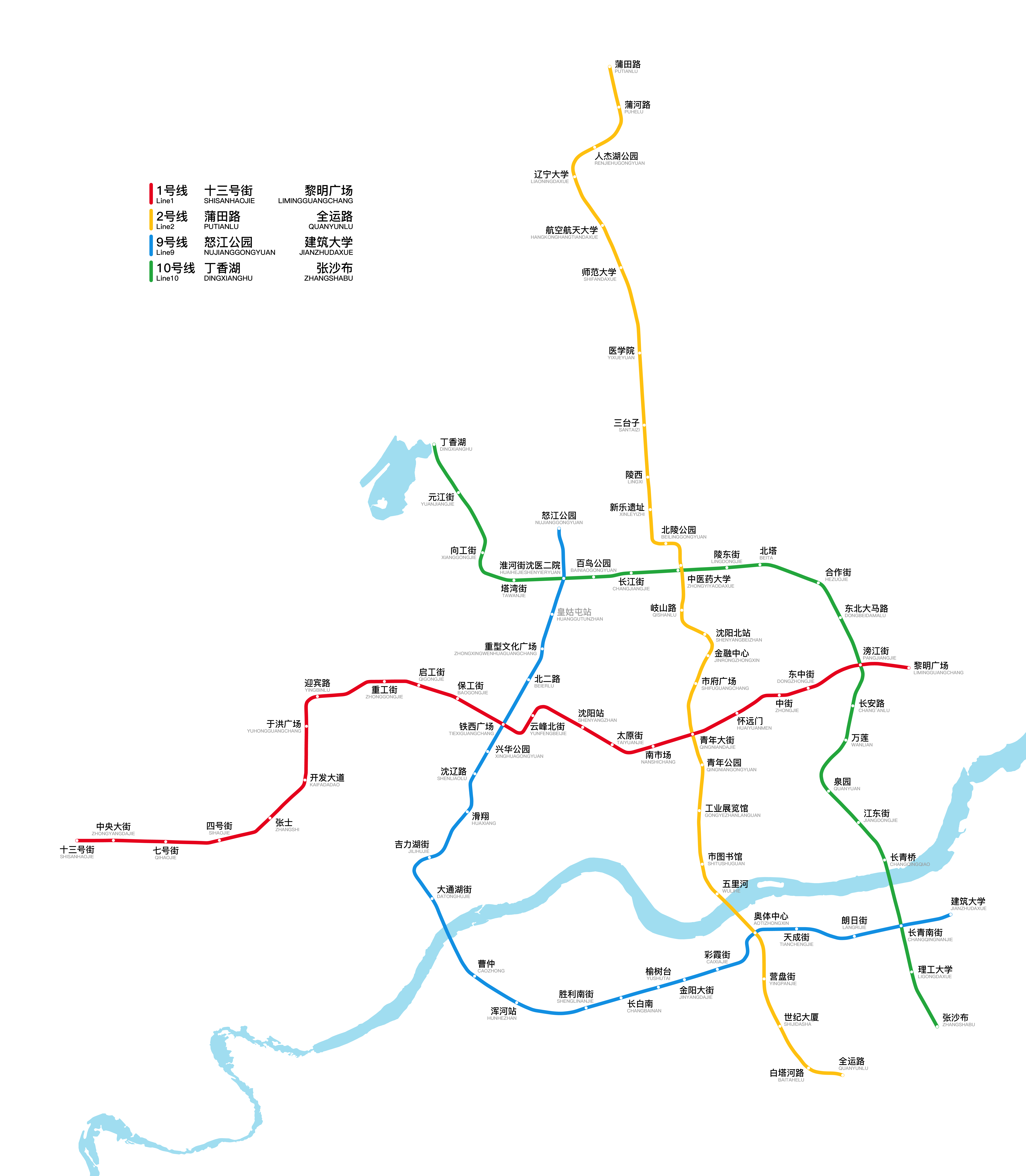
Mapa metra w Shenyang

| Linia | Stacje końcowe (dzielnice) | Stacje końcowe (dzielnice) | Data otwarcia | Ostatnia rozbudowa | Długość km | Stacje | Możliwości przesiadki |
| ----- | -------------------------- | -------------------------- | ------------- | ------------------ | ---------- | ------ | --------------------- |
| 1     | Shisanhaojie               | Limingguangchang           | 2010          | –                  | 28         | 22     | 2 9                   |
| 2     | Putianlu                   | Quanyunlu                  | 2012          | 2018               | 32         | 26     | 1 9                   |
| 9     | Nujianggongyuan            | Jianzhudaxue               | 2019          | –                  | 29         | 22     | 1 2                   |
| Razem | Razem                      | Razem                      | Razem         | Razem              | 89         | 70     |                       |